# 吴长胜
吴长胜（1945年12月23日-），出生于黑龙江省哈尔滨市，中华人民共和国政治人物、外交官。
1964年至1967年在古巴哈瓦那大学学习西班牙语和拉美文学。1972年进入外交部，1972-1978年在中国驻古巴大使馆先后任职员、随员，1979-1983年在外交部美大司任随员、二秘，1983-1986年在中国驻哥伦比亚大使馆二秘、一秘。1986-1992，外交部拉美司副处长、处长。1992-1995，中華人民共和國驻哥伦比亚使馆任参赞。
1998年，接替邱小琪，担任中华人民共和国驻玻利维亚大使。2001年，由王永占接任，其接替马书学担任中华人民共和国驻巴哈马大使。2003年，由焦东村接任，其接替居一杰担任中华人民共和国驻哥伦比亚大使。2007年，由李长华接任。
现任中国国际问题研究基金会理事、拉美中心主任、高级研究员。

## 荣誉

### 外国勋章奖章
- 圣卡洛斯大十字勋章（哥伦比亚，2007年2月16日于波哥大颁发[7]）